# Núria Abelló Soler
Núria Abelló Soler (Tarragona, 1921 - Barcelona, 13 de novembre de 2003), fou una psicòloga i psicoanalista catalana.

## Biografia
Filla de Mateu Abelló Raset, enginyer naval de l'Armada, i Isabel Soler i Gonsé, i germana de la poetessa Montserrat Abelló Soler i esposa de Pere Bofill i Tauler, i mare de tres fills.
La professió del seu pare procurava a la família un nivell de vida elevat, però el freqüent canvi de destinació que implicava exigia també un seguit de trasllats de domicili. Quant Núria tenia pocs mesos, la família, integrada aleshores pels pares i quatre fills petits, dels qui Núria era la menor, deixen la Tarragona natal per anar a viure successivament a Londres, Sitges i Cartagena on, per uns anys, fixen la seva residència. A aquesta ciutat, Núria no va a l'escola, però té un professor particular, amb el qual aprèn les primeres lletres, i una mainadera anglesa amb la qual parla en aquest idioma.
El 1931, amb la proclamació de la República, el pare abandona l'exèrcit per dirigir les drassanes de Barcelona. És aquí on Núria ingressa com alumna a l'Institut Tècnic Eulàlia, escola privada definida com a catalana, cristiana i laica.
Acabada la Guerra Civil, el seu pare acompanyat de la seva germana Montserrat, marxa cap a l'exili mentre la resta de la família roman a Barcelona. L'any 1940, Núria, la mare i una altra germana petita s'embarquen per a reunir-se amb ells a Valparaíso, on s'estarà fins que el 1947 Núria torna a Espanya.

## Formació psicoanalista
En tornar, al port de Barcelona la va a rebre el doctor Pere Bofill i Tauler, amb qui no trigarà gaire a casar-se. L'any 1950, ella i el seu marit, que volia formar-se com a psicoanalista, se'n van a París i després a Suïssa on s'instal·len i on naix el seu primer fill. Durant els sis anys a Suïssa ella també es forma com a psicoanalista. De manera que quan tornen a Barcelona el 1965, amb altres amics i companys de formació amb els quals havien coincidit fora d'Espanya (el doctor Pere Folch i la senyora Terthu Eskelinen) i que també havien tornat, organitzen la Sociedad Luso-Española de Psicoanálisis, nucli inicial del qual sorgirà la Societat Espanyola de Psicoanàlisi.
Conscients que malgrat tot la seva formació és precària, el 1962 Núria i els seus fills s'estableixen a Londres mentre el seu marit, qui encara treballa a Barcelona, hi va cada quinze dies per continuar el seu psicoanàlisi.
Durant els set anys de formació a la Societat Psicoanalítica de Londres, Núria assisteix a nombrosos seminaris i supervisions, entre ells els dedicats a l'observació de nadons que, dirigits per Esther Bick creadora d'aquesta tècnica, li interessen molt especialment. Al punt que, quan torna de nou a Barcelona, a més de participar en la creació de l'Institut de Psicoanàlisi de Barcelona, introdueix l'observació de nadons en el programa de formació dels candidats a psicoanalistes.
La nova tècnica i el seu substrat teòric, així com l'estudi dels vincles preverbals entre mare i nadó i les seves implicacions en el desenvolupament afectiu i cognitiu de les criatures, centrarà la seva activitat investigadora i el seu exercici professional com a psicoterapeuta infantil.
Posteriorment ampliarà l'àmbit d'aplicació de l'observació, i l'estendrà a nens autistes, psicòtics o afectats per greus problemes de desenvolupament. En paral·lel aprofundeix en el marc teòric i elabora el concepte d'Unitat Originària, unió relacional i unitària de mare-nadó-pare, autèntic continent emocional que permet la progressiva diferenciació de les figures paternes, la constitució de la subjectivitat del fill i l'assoliment de la seva identitat personal.
Fins a la data de la seva mort, ocorreguda l'any 2003 va continuar investigant, publicant i transmetent per mitjà d'articles, conferències, comunicacions a congressos i seminaris, la riquesa i la transcendència dels lligams afectius primerencs i estimulant i formant les habilitats d'observació dels futurs psicoanalistes.

## Obra
- Estructuras pre-edípicas. Observación de bebés (1979), amb M. Pérez Sánchez.[1]
- À propos du narcissisme, homosexualité et Oedipe, en: Revue Française de Psychanaslyse (1981), n. 4, p. 766-776, amb M. Pérez-Sanchez.[1]
- Unité Originaire (Narcissisme et Homosexualité dans les ébauches de l'oedipe), en: Revue Françoise de Psychoanalyse (1981), n. 4, p. 777-786, amb M. Pérez-Sanchez.[1]
- Estructures preedípiques. Observació de nadons, en Revista Catalana de Psicoanàlisi (1984), vol 1/1, p.109-123 amb M. Pérez-Sanchez.[1]
- La unitat originària: Fallida del seu funcionament, en Revista Catalana de Psicoanàlisi (1992), vol. IX, p. 99-108, amb J. Poch.[1]
- Observación de un niño y su comprensión Psicoanalítica, en Temas de Psicoanálisis. Sociedad Española de Psicoanálisis, vol. I, p.7-36 (1996).[1]